# Türkiye 1. Basketbol Ligi 1975-1976
La Türkiye 1. Basketbol Ligi 1975-1976 è stata la 10ª edizione del massimo campionato turco di pallacanestro maschile. La vittoria finale è stata ad appannaggio dell'Eczacıbaşı.

## Risultati

### Stagione regolare
|     | Squadra      | G  | V  | N | P  | PF    | PS    | Pt. | Qualificazione     |
| --- | ------------ | -- | -- | - | -- | ----- | ----- | --- | ------------------ |
| 1.  | Eczacıbaşı   | 22 | 21 | 0 | 1  | 1.858 | 1.449 | 64  |                    |
| 2.  | Beşiktaş     | 22 | 21 | 0 | 1  | 1.800 | 1.504 | 64  |                    |
| 3.  | Karşıyaka    | 22 | 15 | 0 | 7  | 1.738 | 1.522 | 52  |                    |
| 4.  | Fenerbahçe   | 22 | 13 | 1 | 8  | 1.826 | 1.777 | 49  |                    |
| 5.  | Şekerspor    | 22 | 13 | 0 | 9  | 1.841 | 1.670 | 48  |                    |
| 6.  | İTÜ Istanbul | 22 | 10 | 0 | 12 | 1.764 | 1.819 | 42  |                    |
| 7.  | Galatasaray  | 22 | 9  | 1 | 12 | 1.680 | 1.645 | 41  |                    |
| 8.  | ODTÜ         | 22 | 9  | 0 | 13 | 1.568 | 1.663 | 40  |                    |
| 9.  | Kolejliler   | 22 | 7  | 0 | 15 | 1.615 | 1.803 | 36  |                    |
| 10. | Ankara DSİ   | 22 | 7  | 0 | 15 | 1.547 | 1.650 | 36  |                    |
| 11. | Muhafızgücü  | 22 | 5  | 0 | 17 | 1.527 | 1.691 | 32  | retrocesse in TBL2 |
| 12. | Adanaspor    | 22 | 1  | 0 | 21 | 1.403 | 1.974 | 24  | retrocesse in TBL2 |

| Türkiye 1. Basketbol Ligi 1975-1976 |
| ----------------------------------- |
| Eczacıbaşı 1º titolo                |

## Formazione vincitrice
| N° | Naz.               | Ruolo | Sportivo        |  | Alt. |  |
| -- | ------------------ | ----- | --------------- |  | ---- |  |
|    | Turchia (bandiera) |       | Efe Aydan       |  |      |  |
|    | Turchia (bandiera) |       | Mehmet Döğüşken |  |      |  |
|    | Turchia (bandiera) |       | Melih Erçin     |  |      |  |
|    | Turchia (bandiera) |       | Serdar Ersözlü  |  |      |  |
|    | Turchia (bandiera) |       | Reşat Güney     |  |      |  |
|    | Turchia (bandiera) |       | Ali Kurt        |  |      |  |
|    | Turchia (bandiera) |       | Utku Olcay      |  |      |  |
|    | Turchia (bandiera) |       | Esat Özertan    |  |      |  |
|    | Turchia (bandiera) |       | Nuri Tan        |  |      |  |
|    | Turchia (bandiera) |       | Orhan Tuncer    |  |      |  |
|    | Turchia (bandiera) | All.  | Aydan Siyavuş   |  |      |  |